# Mix (エフエム秋田のラジオ番組)
『Mix』（ミックス）は、2015年3月30日からエフエム秋田で放送しているワイド番組。
2014年3月まで行っていた『ゲツモク Live Compilation ブンブン!!』の後継番組である。前番組まで13:30 - 17:55となっていたが、15:00 - 17:55に短縮されている。13:30 -15:00は、JFNC制作の番組を放送している。
15時台と16時台前半（15:00 - 16:30）が、曜日ごとに内容が変わる「Lug Mix」，16時台後半から番組終了が、ニュース・天気を伝える「News Mix」の2構成となっている。

## 放送時間
- 毎週 月曜 - 木曜 15:00 - 17:55
  - 15:00 - 16:30 Lug Mix
  - 16:30 - 17:55 News Mix

## 現在の出演者
- 月曜：真坂はづき・すしささき。（Lug Mix）／長谷川真弓（News Mix）
- 火曜：桜庭みさお（Lug Mix）／田村陽子（News Mix）
- 水曜：ねじ（Lug Mix）／藤田ゆうみん（News Mix）
- 木曜：真田かずみ・佐々木陽介（Lug Mix）／大島貴志子（News Mix）

## 過去の出演者
| 期間      | 期間      | 月曜                    | 月曜         | 火曜                  | 火曜       | 水曜                | 水曜         | 木曜                  | 木曜       |
| 期間      | 期間      | Lug Mix                 | News Mix     | Lug Mix               | News Mix   | Lug Mix             | News Mix     | Lug Mix               | News Mix   |
| --------- | --------- | ----------------------- | ------------ | --------------------- | ---------- | ------------------- | ------------ | --------------------- | ---------- |
| 2015.3.30 | 2015.9    | 山口靖子 村井絵美       | 工藤敦       | シャバ駄馬男 樫尾典子 | 真坂はづき | 藤田ゆうみん A.N.I. | 真坂はづき   | 楢岡千晶 高橋航       | 村井絵美   |
| 2015.10   | 2017.3.   | 山口靖子 村井絵美       | 東海林ゆみこ | シャバ駄馬男 樫尾典子 | 真坂はづき | 藤田ゆうみん A.N.I. | 桜庭みさお   | 楢岡千晶 高橋航       | 大島貴志子 |
| 2017.4    | 2018.3    | 北川楓夏                | 宮野さおり   | 長谷川舜              | 樫尾典子   | A.N.I.              | 藤田ゆうみん | シャバ駄馬男          | 村井絵美   |
| 2018.4.2  | 2019.3.28 | 北川楓夏                | 宮野さおり   | 長谷川舜              | 樫尾典子   | A.N.I.              | 古谷昌之     | シャバ駄馬男          | 桜庭みさお |
| 2019.4.1  | 2020.3.26 | 真坂はづき              | 岡弘子       | 樫尾典子              | 佐々木里帆 | 相場詩織            | 藤田ゆうみん | 桜庭みさお            | 椿田恵理子 |
| 2020.3.30 | 2022.3.31 | 真坂はづき              | 岡弘子       | 樫尾典子              | 佐々木里帆 | 相場詩織            | 藤田ゆうみん | 桜庭みさお            | 真田かずみ |
| 2022.4.4  | 2024.6.27 | 真坂はづき              | 長谷川真弓   | 樫尾典子              | 田村陽子   | 相場詩織            | 藤田ゆうみん |                       |            |
| 2024.7.1  | 2025.3.27 | 真坂はづき              | 長谷川真弓   | 桜庭みさお            | 田村陽子   | ねじ                | 藤田ゆうみん | 真田かずみ            | 大島貴志子 |
| 2025.3.31 | 2025.5.29 | 真坂はづき              | 長谷川真弓   | 桜庭みさお            | 田村陽子   | ねじ                | 藤田ゆうみん | 真田かずみ 佐々木陽介 | 大島貴志子 |
| 2025.6.2  | 現在      | 真坂はづき すしささき。 | 長谷川真弓   | 桜庭みさお            | 田村陽子   | ねじ                | 藤田ゆうみん | 真田かずみ 佐々木陽介 | 大島貴志子 |